# Organo della chiesa di Santa Maria della Sorresca a Gaeta

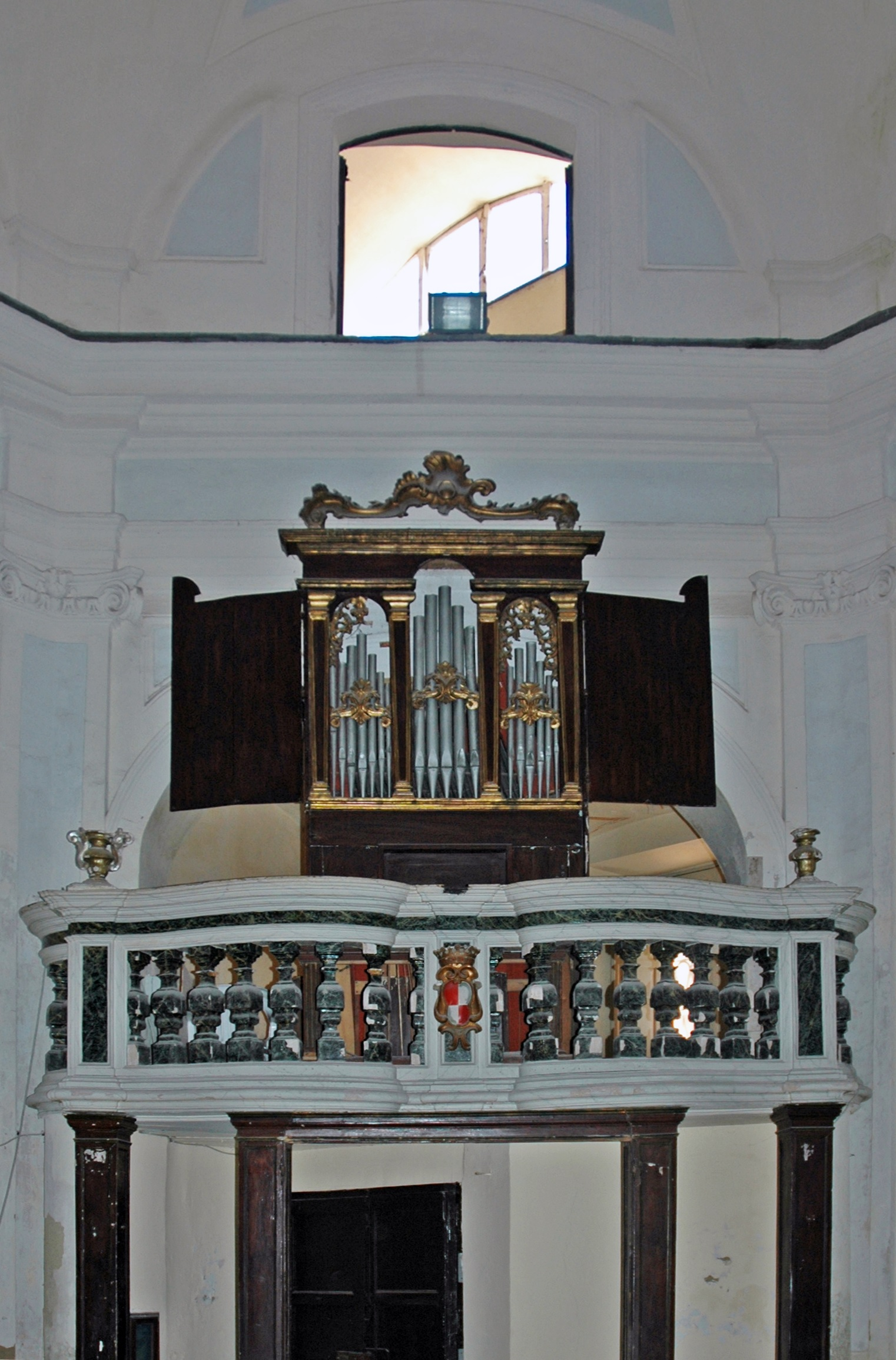
L'organo

L'organo della chiesa di Santa Maria della Sorresca a Gaeta è un antico organo a canne costruito dall'organaro Tomaso de Martino intorno al 1730.

## Storia
La chiesa di Santa Maria della Sorresca a Gaeta venne edificata in stile barocco tra il 1617 e il 1635 su progetto probabilmente di Andrea Lazzari, in luogo di una cappella più antica costruita sul luogo in cui, nell'aprile 1513, un'immagine della Madonna avrebbe compiuto alcuni miracoli.
Tra la fine del XVII secolo e il secolo successivo, l'edificio venne internamente arricchito con diversi arredi su disegno di Dionisio Lazzari, tra i quali una cantoria sulla parete opposta a quella dell'altare maggiore. Intorno al 1730, venne costruito un organo a canne da Tomaso de Martino, organaro della regia cappella di Napoli.
L'organo subì tre interventi di restauro: il primo nel 1781, fu conservativo; nel 1855 (o 1875) vennero sostituite varie parti (tre cui le canne di facciata e quelle in legno); nel 1920, vennero operate ulteriori sostituzioni (tra le quali quella della tastiera, ancora quella originaria, che venne rimpiazzata con una moderna con i tasti tipo pianoforte) e la cassa venne sopraelevata, così che lo strumento doveva essere suonato in piedi. Nel 1950 circa smise di funzionare e nel 1992, in occasione dei restauri ai locali retrostanti la cantoria, vennero scollegati i mantici e la cassa pesantemente riverniciata di colore scuro, coprendo la cromia lazzariana originaria.

## Descrizione
L'organo a canne è situato sulla cantoria, posta al di sopra dell'attuale ingresso della chiesa. Progettata da Dionisio Lazzari e realizzata intorno al 1680, essa è caratterizzata da una balaustra dipinta a finto marmo bianco e verde e decorata, al centro, con lo stemma della città di Gaeta.
La cassa, decorata con rilievi dorati e in origine dipinta a finto marmo, presenta una mostra composta da canne di principale (ottocentesche con bocche a mitria, divise in tre campi. Originariamente l'organo era alloggiato all'interno di una nicchia; in seguito alla realizzazione della facciata su via Duomo, è stato collocato sotto l'arco tra la cantoria e il retrostante ambiente, posto sopra la scala d'accesso alla chiesa.
Lo strumento è a trasmissione integralmente meccanica e si compone di 9 registri (7 di ripieno e 2 di concerto). La consolle è a finestra, e si apre nella parte inferiore della parete anteriore della cassa; essa dispone di un'unica tastiera di 45 note con prima ottava scavezza (Do1-Do5) e pedaliera a leggio scavezza di 9 note (Do1-Do2), priva di registri propri e costantemente unita al manuale; i registri sono azionati da pomelli metallici posti su due colonne alla destra del manuale.
La disposizione fonica è la seguente:
| Colonna di sinistra - Ripieno |        |
| Principale                    | 8'     |
| VIII                          | 4'     |
| XV                            | 2'     |
| XIX                           | 1.1/3' |
| XXII                          | 1'     |
| XXVI                          | 2/3'   |
| XXIX                          | 1/2'   |

| Colonna di destra - Concerto |    |
| Flauto in VIII               | 4' |
| Voce umana                   | 8' |